# Kakopibrillenvogel
Der Kakopibrillenvogel (Tephrozosterops stalkeri) ist eine Vogelart aus der Familie der Brillenvögel. Er ist auf den Inseln Ahiolo und Manusela in der Seram-Inselgruppe endemisch. 1910 wurde er von William Robert Ogilvie-Grant als Tephras stalkeri beschrieben und 1931 von Erwin Stresemann in die monotypische Gattung Tephrozosterops gestellt.

## Merkmale
Der Kakopibrillenvogel erreicht eine Größe von 12 bis 13 Zentimetern und ein Gewicht von 15 bis 21 Gramm. Das Gefieder ist auf der Oberseite rötlichbraun. Die Schwungfedern und die Steuerfedern sind schwarzbraun mit rötlichen Außenrändern. Die Zügel und die Ohrdecken sind etwas heller und mehr gräulich. Die weiße Unterseite zeigt an den Flanken und den Oberschenkeln eine bräunliche Tönung. Die Unterschwanzdecken sind hellgelb getönt. Die Achselfedern sind reinweiß. Die Iris ist rötlichbraun bis braun. Der Schnabel ist düster schwarz-hornfarben. Die Beine sind graublau. Die Geschlechter sehen gleich aus. Über die Lautäußerungen und das Erscheinungsbild der juvenilen Vögel gibt es keine Informationen.

## Lebensraum
Der Kakopibrillenvogel bewohnt Waldränder und Waldbereiche mit Epiphyten-Bewuchs in dichten Sekundärwäldern sowie Dickichte und verwilderte Kulturpflanzungen in Höhenlagen zwischen 500 und 1.200 Metern. Auf Manusela kommt er überwiegend in Höhenlagen zwischen 650 und 950 Metern vor. 

## Lebensweise
Über seine Brutbiologie ist nur wenig bekannt. Bisher wurde nur ein erwachsener Vogel beobachtet, der im August einen Jungvogel fütterte. Seine Nahrung besteht aus Samen, Beeren sowie Insekten, einschließlich Käfern. Er bewegt sich unauffällig und ist einzeln oder paarweise, häufig auch in Vergesellschaftung mit dem Seram-Brillenvogel (Zosterops stalkeri), zu beobachten.

## Bestand und Gefährdung
Der Kakopibrillenvogel ist nicht gefährdet und kommt innerhalb seines kleinen Verbreitungsgebietes mäßig häufig vor.